# النصف الآخر (فلم)
النصف الآخر فيلم مصري إنتاج عام 1968 بطولة سميرة أحمد وعماد حمدي.

## قصة الفيلم
يعيش رب الأسرة بعد وفاة زوجته في حياة كلها فراغ وملل، فالأولاد منشغلون إما في دراستهم أو حياتهم الخاصة، تدفع الوحدة والفراغ الأب إلى الهروب من المنزل ويلتقى مصادفة في مطعم بسيدة تتشابه ظروفها مع ظروفه بعد أن مات زوجها وتركها للوحدة. يقرر الاثنان أن يتزوجا دون الرجوع إلى الأبناء، مما يولد الكثير من المشاكل، بين الأولاد والزوجة الجديدة، وبعد اقتناع الابنة الكبيرة بضرورة وجود من يشارك الإنسان حياتهم مع نصفه الآخر يسود الهناء والسعادة جو الأسرة، فالابنة الكبرى تود أيضًا الزواج من الشاب الذي تحبه، يبارك الأب الزواج، ويستقر في حياته مع زوجته.

## طاقم العمل

### الممثلين
إنعام الجريتلى

إدمون تويما

أبو بكر عزت

مديحة يسري

سميرة أحمد

فيكتوريا كوهين

حسن حسني

ليلى حمدى

عماد حمدي

وداد حمدي

مديحة سالم

سليمان الجندي

أحمد مرعي

أحمد رمزي

نبيلة صقر

### طاقم العمل
عبد العزيز فهمى (تصوير سينمائي)

مصطفى امام (تصوير سينمائي)

جمال فهمى (مصور فوتوغرافى)

يونس قاسم (كوافير)

مصطفى إبراهيم القطورى (ماكياج)

نصرى عبد النور (مهندس الصوت)

نهاد بهجت (تنسيق المناظر)

صلاح مرعي (تنفيذ المناظر)

ماهر عبد النور (مهندس المناظر)

حسين عفيفى (مونتاج)

أندريا رايدر (موسيقى)
المعمل:

الاستوديوهات العربية (الطبع والتحميض)
الإنتاج:

شركة القاهرة للإنتاج (إنتاج)
الاستوديوهات العربية (موقع التصوير)